# Tomasz Śliwiński
Tomasz Śliwiński (* 1979) ist ein polnischer Filmemacher von Dokumentarfilmen, der bei der Oscarverleihung 2015 für seinen Film Our Curse (Nasza klątwa) zusammen mit dem Produzenten Maciej Ślesicki für den Oscar in der Kategorie Bester Dokumentar-Kurzfilm nominiert war. Der Film erzählt die Geschichte von Śliwińskis Sohn Leo, der an dem seltenen Undine-Syndrom leidet. Zuvor drehte er 2011 den Kurzfilm Klątwa, der sich ebenfalls mit Leos Geschichte auseinandersetzt, und wirkte 2013 als Regieassistent bei der Filmkomödie Podejrzani zakochani mit. Śliwiński studierte Regie an der Warsaw Film School sowie Wirtschaftswissenschaften an der Technischen Universität Danzig. Er lebt und arbeitet mit seiner Frau, der Künstlerin Magda Hueckel, und seinem Sohn in Warschau.